# مزرعه فخرابی
مزرعه فخرابی روستایی از توابع بخش علامرودشت شهرستان لامرد در استان فارس ایران است. 
مردم این روستا از عشایر قشقایی می‌باشند. این روستا با نام مرتع فخرابی و مزرعه فخرایی نیز شناخته می‌شود.

## جمعیت
این روستا در دهستان کهنویه قرار دارد و براساس سرشماری مرکز آمار ایران در سال ۱۳۸۵، جمعیت آن ۳۵ نفر (۱۱ خانوار) بوده‌است.